# イボアハンデキャップ
イボアハンデキャップ（Ebor Handicap）はイギリスのヨーク競馬場で毎年8月に行われるハンデキャップ競走である。ヨーロッパで行われるハンデキャップの平地競走では、最も賞金が高い（2023年現在）。

## 概要
この競走名は、ローマ帝国時代のヨークの地名Eboracumの短縮形にちなんで名づけられた。1843年に初めて施行され、当時はグレートイボアハンデキャップ（Great Ebor Handicap）という名前であった。当初は2マイルで施行されていたが、後に2ハロン短縮された。
2008年はヨーク競馬場のコースが水浸しのため中止された。代わりにニューベリー競馬場でニューバーグハンデキャップという名の競走が行われた。
2018年にスカイベットがスポンサーとなり、総賞金が50万ポンドに増額された。
2019年には大幅に増額されて、イギリスの平地ハンデキャップ競走の最高額となる100万ポンドとなった。しかしながら2020年に新型コロナウイルスによる収入損失のために賞金が25万ポンドに減額された。
2023年現在、本競走はヨーク競馬場で4日間開催されるイボアフェスティバルの最終日に行われており、その伝統と賞金額の高さからヨーロッパの平地競走で最も価値のあるハンデキャップ競走と扱われている。

## 歴代優勝馬（2000年以降）
- 2000  Give the Slip
- 2001  Mediterranean
- 2002  Hugs Dancer
- 2003  Saint Alebe
- 2004  Mephisto
- 2005  Sergeant Cecil
- 2006  Mudawin
- 2007  Purple Moon
- 2008  All the Good
- 2009  Sesenta
- 2010  Dirar
- 2011  Moyenne Corniche
- 2012  Willing Foe
- 2013  Tiger Cliff
- 2014  Mutual Regard
- 2015  Litigant
- 2016  Heartbreak City
- 2017  Nakeeta
- 2018  Muntahaa
- 2019  Mustajeer
- 2020  Fujaira Prince
- 2021  Sonnyboyliston
- 2022  Trawlerman
- 2023  Absurde
- 2024  Magical Zoe